# 塞贡·托里奥拉
塞贡·摩西·托里奥拉（1974年9月18日—），出生于奈及利亞夸拉州伊洛林，尼日利亚男子乒乓球运动员。他曾参加7届夏季奥林匹克运动会的乒乓球比赛，还曾获得4枚非洲运动会乒乓球比赛男子单打金牌。